# В гостях у кота
«В гостях у кота» (англ. When the Cat's Away) — шестой мультфильм с участием Микки Мауса от Уолта Диснея. Премьера в США — 11 апреля 1929 года.

## Сюжет
Кот Нипп взял ружьё и отправился на охоту, а Микки Маус тем временем вместе с командой мышат решили посетить жильё кота. Они вскрыли замок на двери его дома и зашли внутрь. Там они начали веселиться от души — играть на рояле, кататься на стульях, играть лампочками на люстре. Получился настоящий мышиный концерт. Микки воспользовался мышеловкой, чтобы достать огромный кусок сыра, а затем использовал его в своих музыкальных целях. Каждый из мышат нашли для себя занятие — одни слушали игру виниловых пластинок, другие играли на трубе, а третьи развлекались с кукушкой. Позже они находят пластинки и сооружают из самих себя самодельный граммофон. Они начинают играть красивую мелодию и Микки вместе с Минни танцуют. В финальном сцене оба целуются.

## Особенность
Это первый и единственный мультфильм Уолта Диснея про Микки Мауса, в котором он и Минни просто мыши. В дальнейших мультфильмах они с ростом человека.

## Награды
Микки Маус получил звезду на аллее славы в Голливуде.